# 294 Dywizja Strzelecka (ZSRR)
294 Dywizja Strzelecka (ros. 294-я стрелковая дивизия) – związek taktyczny (dywizja) Armii Czerwonej.
Sformowana w 1941 w związku z niemieckim atakiem na ZSRR. Walczyła pod Siniawinem, następnie przerzucona nad Dniepr, wyzwoliła Czerkasy. W 1945 roku razem z 254 Dywizją Strzelecką i 50 Dywizją Strzelecką wchodziła w skład 73 Korpusu Strzeleckiego. W czasie walk na ziemiach polskich 294 DS dowodził płk Iwan Pieriepielica. Dywizja uczestniczyła m.in. w ofensywie Armii Czerwonej rozpoczętej 12 stycznia 1945 roku, biorąc udział w przełamaniu niemieckich fortyfikacji Stellung a2.
W ostatnich tygodniach wojny skierowana pod Budziszyn, po czym wycofana pod Wrocław. 6 maja 1945 przyjęła kapitulację Niemców w Festung Breslau.